# Солнечное затмение 23 ноября 2003 года
Солнечное затмение 23 ноября 2003 года — полное солнечное затмение 152 сароса c максимальной фазой 1,0379. Полную фазу затмения можно было наблюдать лишь на территории Антарктики. Частично затмение было видно в южной части Южной Америки, Новой Зеландии и на большей части Австралии.

### Фотографии
- Prof. Druckmüller’s eclipse photography site. Flight over Antarctica
- Images from Antarctica by Crayford Manor House Astronomical Society
- Astronomy Picture of the Day. The Long Shadow of the Moon (англ.) (27 ноября 2003). Дата обращения: 16 февраля 2014.
- Astronomy Picture of the Day. An Antarctic Total Solar Eclipse (англ.) (4 мая 2008). Дата обращения: 16 февраля 2014.